# Balocharella
Balocharella är ett släkte av insekter. Balocharella ingår i familjen dvärgstritar.
Kladogram enligt Catalogue of Life:
| Balocharella | \| \| Balocharella bulbulla \| \| \| \| \| \| Balocharella crosea \| \| \| \| |
|              | \| \| Balocharella bulbulla \| \| \| \| \| \| Balocharella crosea \| \| \| \| |
|              | Balocharella bulbulla                                                         |
|              |                                                                               |
|              | Balocharella crosea                                                           |
|              |                                                                               |